# Тобольська губернія
58°11′43″ пн. ш. 68°15′29″ сх. д. / 58.195277777778° пн. ш. 68.258055555556° сх. д.
Тобо́льська губе́рнія — губернія у Російській імперії на Уралі й у Сибіру. Існувала в 1796-1919. Адміністративний центр — м. Тобольськ.

## Історія
З 19 жовтня 1764 до 19 січня 1782 існувало Сибірське царство у складі Російської імперії (столиця — місто Тобольськ). Царство складалось із Тобольського та Іркутського генерал-губернаторств.
Потім реформою імператриці Катерини ІІ Сибірське царство було скасовано, а Тобольська провінція упродовж 1780–1782 років перетворена на Тобольське намісництво у складі двох областей (Тобольської й Томської), що увійшло до складу Пермського і Тобольського генерал-губернаторства.

### Створення губернії
Імператор Павло I переглянув багато реформ своєї матері, в тому числі відмовився від інституції генерал-губернаторств. У зв'язку з цим 12 грудня 1796 як самостійна адміністративна одиниця Росії була утворена Тобольська губернія.
За сенатською доповіддю від 2 листопада 1797 губернія складалась із таких повітів: Кузнецький, Семипалатинський, Красноярський, Ішимський, Ялуторовський, Курганський, Березовський, Тарський, Туринський, Тюменський, Тобольський, Сургутський, Томський, Наримський, Єнісейський, Туруханський.

### Наступні перетворення
У свою чергу, новий імператор Олександр I переглянув багато реформ свого батька, у зв'язку з чим 1802 року Тобольська губернія поряд з Іркутською увійшла до складу Сибірського генерал-губернаторства. У 1822 році Сибірське генерал-губернаторство було розділено на Західно-Сибірське та Східно-Сибірське. Тобольська губернія увійшла до складу Західно-Сибірського генерал-губернаторства, що проіснувало до 1882 року.
26 лютого 1804 частина території губернії виділена до Томської губернії. У складі Тобольської губернії залишились: Березовський, Ішимський, Курганський, Омський, Тарський, Тобольський, Туринський, Тюменський та Ялуторовський повіти.
26 січня 1822 губернія розділена на такі округи (з 1898 — повіти): Берёзовський, Ішимський, Курганський, Тарський, Тобольський, Туринський, Тюкалинський, Тюменський, Ялуторовський.
У 1838 до складу губернії увійшло окружне місто Омськ, що в 1868 передано до знову створеної Акмолинської області.
Того ж року утворено Сургутський повіт, який було виділено зі складу Березовської округи.

### Ліквідація губернії
Оскільки радянська влада установилась у Тюмені значно раніше, ніж у Тобольську, у квітні 1918 року більшовики вирішили зробити губернським центром Тюмень. Окрім того, на відміну від Тобольська через Тюмень вже проходила залізниця.
Однак, повстання Чехословацького корпусу тимчасово відновило статус-кво. Й лише після звільнення 1919 року Тюмені й Тобольська від військ Колчака губернські заклади остаточно переїжджають до Тюмені. Тобольська губернія офіційно перейменована на Тюменську спеціальною постановою РНК РРФСР від 2 березня 1920 року. Щоправда, новоспечена Тюменська губернія проіснувала лишень 3 роки.

## Адміністративний поділ
На початку XX століття до складу губернії входило 10 повітів:
| №  | Повіт         | Повітове місто           | Площа, верст² | Населення (1897), чол. |
| -- | ------------- | ------------------------ | ------------- | ---------------------- |
| 1  | Березовський  | Березов (1 070 чол.)     | 604 442,2     | 21 411                 |
| 2  | Ішимський     | Ішим (7 153 чол.)        | 37 604,6      | 269 031                |
| 3  | Курганський   | Курган (10 301 чол.)     | 20 281,6      | 260 095                |
| 4  | Сургутський   | Сургут (1 120 чол.)      | 220 452,4     | 7 747                  |
| 5  | Тарський      | Тара (7 223 чол.)        | 71 542,1      | 159 655                |
| 6  | Тобольський   | Тобольськ (20 425 чол.)  | 108 296,0     | 127 860                |
| 7  | Туринський    | Туринськ (3 167 чол.)    | 67 008,6      | 68 719                 |
| 8  | Тюкалинський  | Тюкалинськ (4 018 чол.)  | 55 049,3      | 208 718                |
| 9  | Тюменський    | Тюмень (29 544 чол.)     | 15 608,0      | 121 357                |
| 10 | Ялуторовський | Ялуторовськ (3 330 чол.) | 18 944,9      | 188 450                |

## Символіка

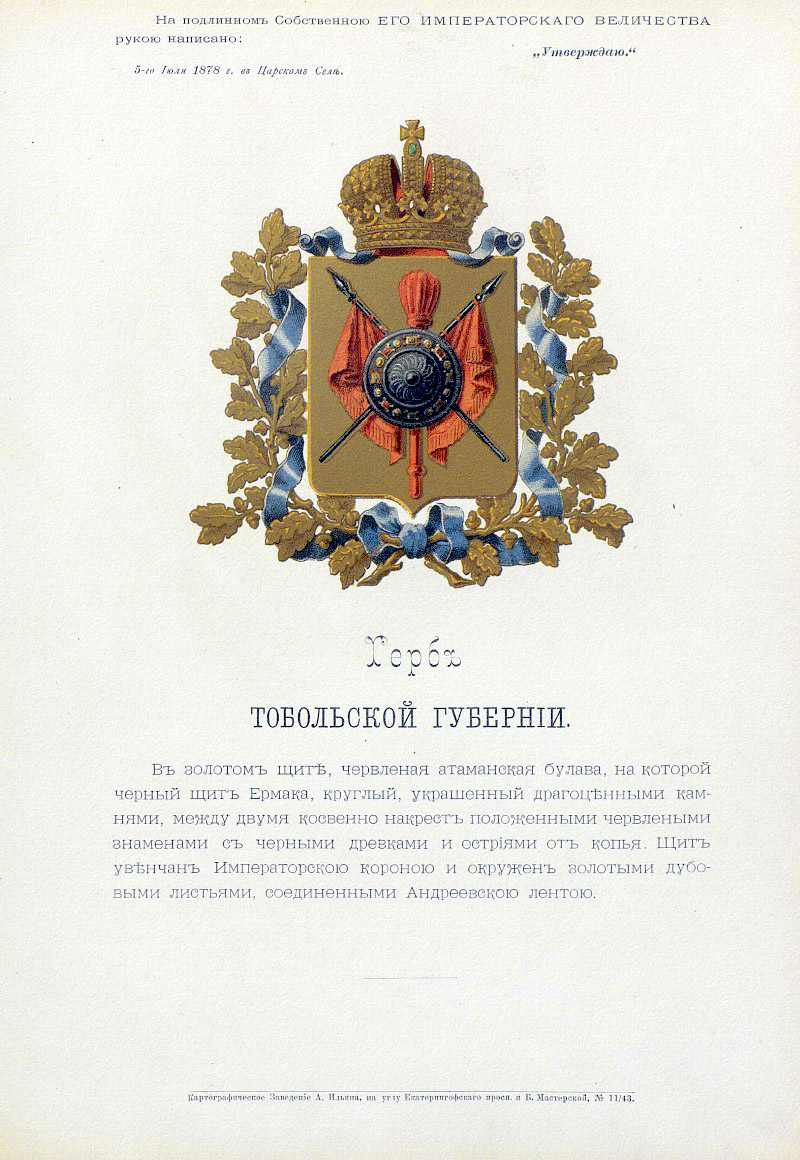
Герб губернії з офіційним описом, затверджений Олександром II (1878)

Герб Тобольської губернії затверджено 5 липня 1878 року:

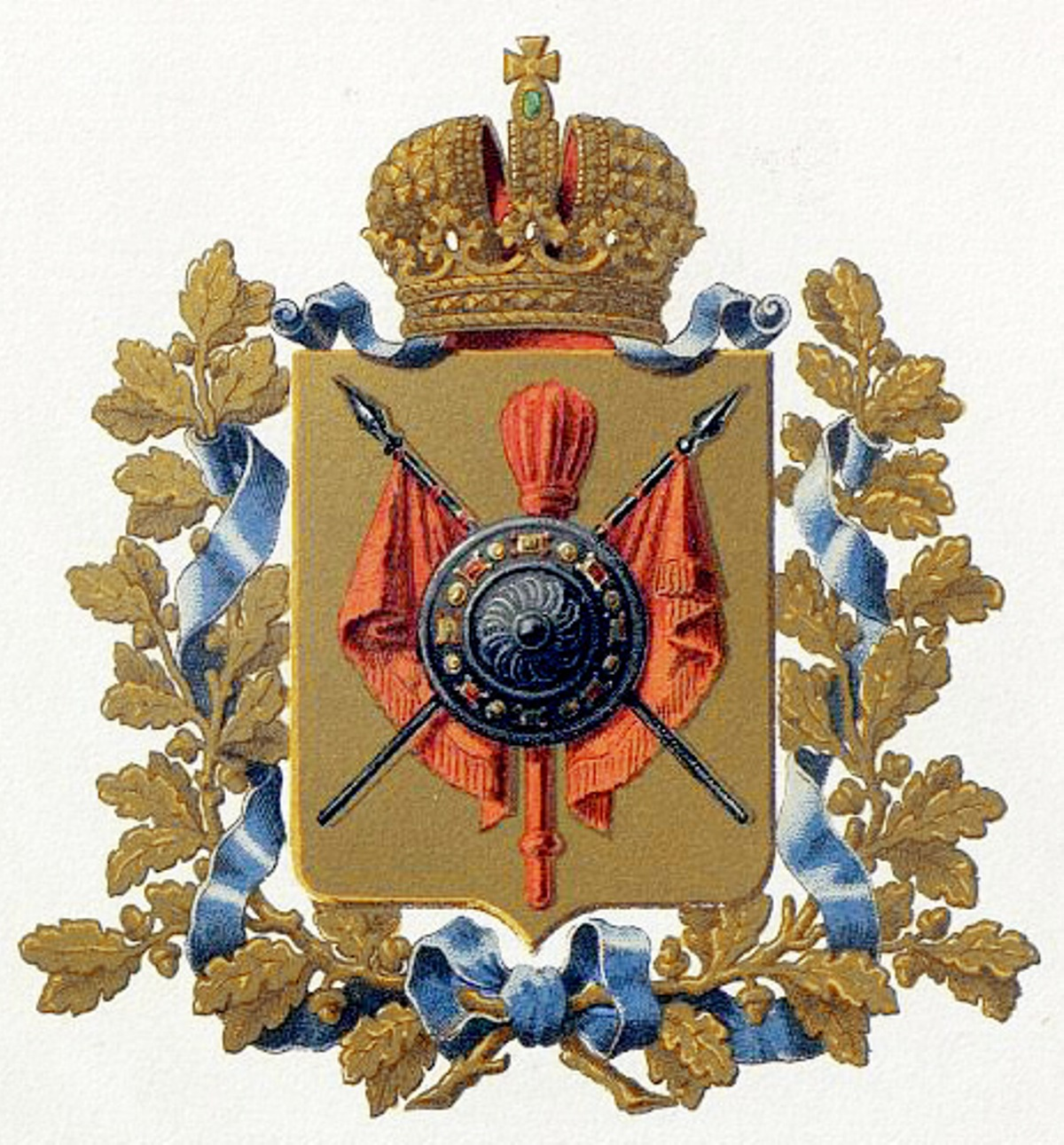
Офіційний герб губернії (видання МВС Російської імперії, 1880)
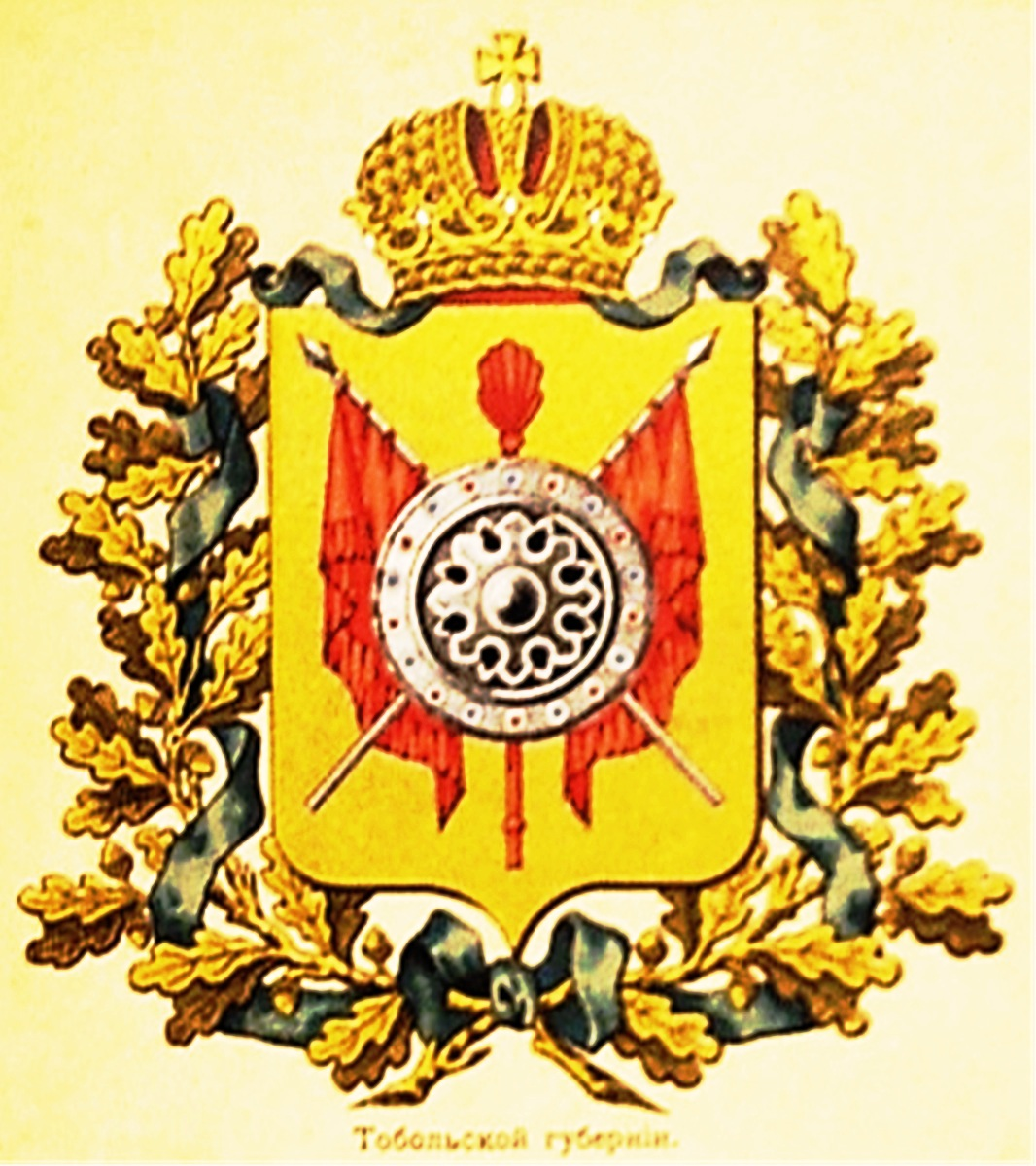
Неофіційний герб губернії (видання Сукачова, 1878)
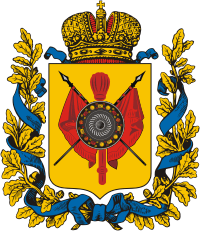
Сучасний малюнок герба губернії (2000-ні)

## Географія
За даними на кінець XIX століття, площа губернії становила близько 1385 тисяч км².
Губернія поділялась на 10 повітів: Березовський (688 тисяч км²), Ішимський, Курганський, Сургутський (251 тисяч км²), Тарський, Тобольський, Туринський, Тюкалинський, Тюменський (18 тисяч км²), Ялуторовський (22 тисячі км²).

## Населення
За даними перепису 1897 року населення губернії становило 1 433 043 чоловік, з них у містах проживало 87 351 чол.
Національний склад у 1897 році:
| Округ             | росіяни | татари | українці | ханти | комі | ненці | мансі | латиші | казахи |
| ----------------- | ------- | ------ | -------- | ----- | ---- | ----- | ----- | ------ | ------ |
| Губернія в цілому | 88,6%   | 4,0%   | 2,6%     | 1,3%  | …    | …     | …     | …      | …      |
| Березовський      | 17,5%   | …      | …        | 51,8% | 9,4% | 20,7% | …     | …      | …      |
| Ішимський         | 93,8%   | …      | 3,3%     | …     | …    | …     | …     | …      | …      |
| Курганський       | 98,8%   | …      | …        | …     | …    | …     | …     | …      | …      |
| Сургутський       | 27,8%   | …      | …        | 71,7% | …    | …     | …     | …      | …      |
| Тарський          | 85,7%   | 9,0%   | 2,9%     | …     | …    | …     | …     | …      | …      |
| Тобольський       | 77,0%   | 17,6%  | …        | 1,8%  | …    | …     | …     | …      | …      |
| Туринський        | 93,2%   | …      | …        | …     | …    | …     | 5,1%  | …      | …      |
| Тюкалинський      | 81,9%   | …      | 9,5%     | …     | …    | …     | …     | 1,4%   | 2,5%   |
| Тюменський        | 87,3%   | 10,1%  | …        | …     | …    | …     | …     | …      | …      |
| Ялуторовський     | 94,8%   | 2,9%   | …        | …     | 1,3% | …     | …     | …      | …      |

У релігійному складі переважали православні — 89,0%. 5,1% були старообрядцями й «тими, хто ухиляється від православ'я», 4,5% — мусульманами. Письменних було 11,3% (чоловіків — 17,7%, жінок — 5,0%).

## Губернатори
| - Олександр Толстой (1796–1797) - Дмитро Кошелєв (1797–1802) - Богдан Гермес (1802–1806) - Олексій Корнілов (1806–1807) - Михайло Шишков (1808–1810) - Франц Брін (1810–1821) - Олександр Осипов (1821–1823) - Олександр Тургенєв (1823–1825) - Дмитро Бантиш-Каменський (1825–1828) - Василь Нагібін (1828–1831) - Петро Сомов (1831) - Олександр Муравйов (1832–1834) - Василь Копилов (1835) - Іван Ковальов (1835–1836) - Христофор Повало-Швейковський (1836–1839) - Іван Тализін (1839–1840) - Михайло Ладиженський (1840–1844) | - Кирило Енгельке (1845–1852) - Тихон Прокоф'єв (1852–1854) - Віктор Арцимович (1854–1858) - Андрій Виноградський (1859–1862) - Олександр Деспот-Зенович (1862–1867) - Порфирій Чебикін (1867–1868) - Андрій Соллогуб (1868–1874) - Юрій Пеліно (1874–1878) - Володимир Лисогорський (1878–1886) - Володимир Тройницький (1886–1892) - Микола Богданович (1892–1896) - Леонід Князєв (1896–1901) - Олександр Лаппо-Старженецький (1901–1905) - Микола Гондатті (1906–1908) - Дмитро Гагман (1908–1912) - Андрій Станкевич (1912–1915) - Микола Ордовський-Танаєвський (1915–1917) |  |

### Революційні керівники
- Василь Пігнатті (1917–1918, 1918–1919), голова Комітету Громадського спокою, губернський комісар
- Павло Хохряков (1918), голова губернської Ради